# M4 (azienda)

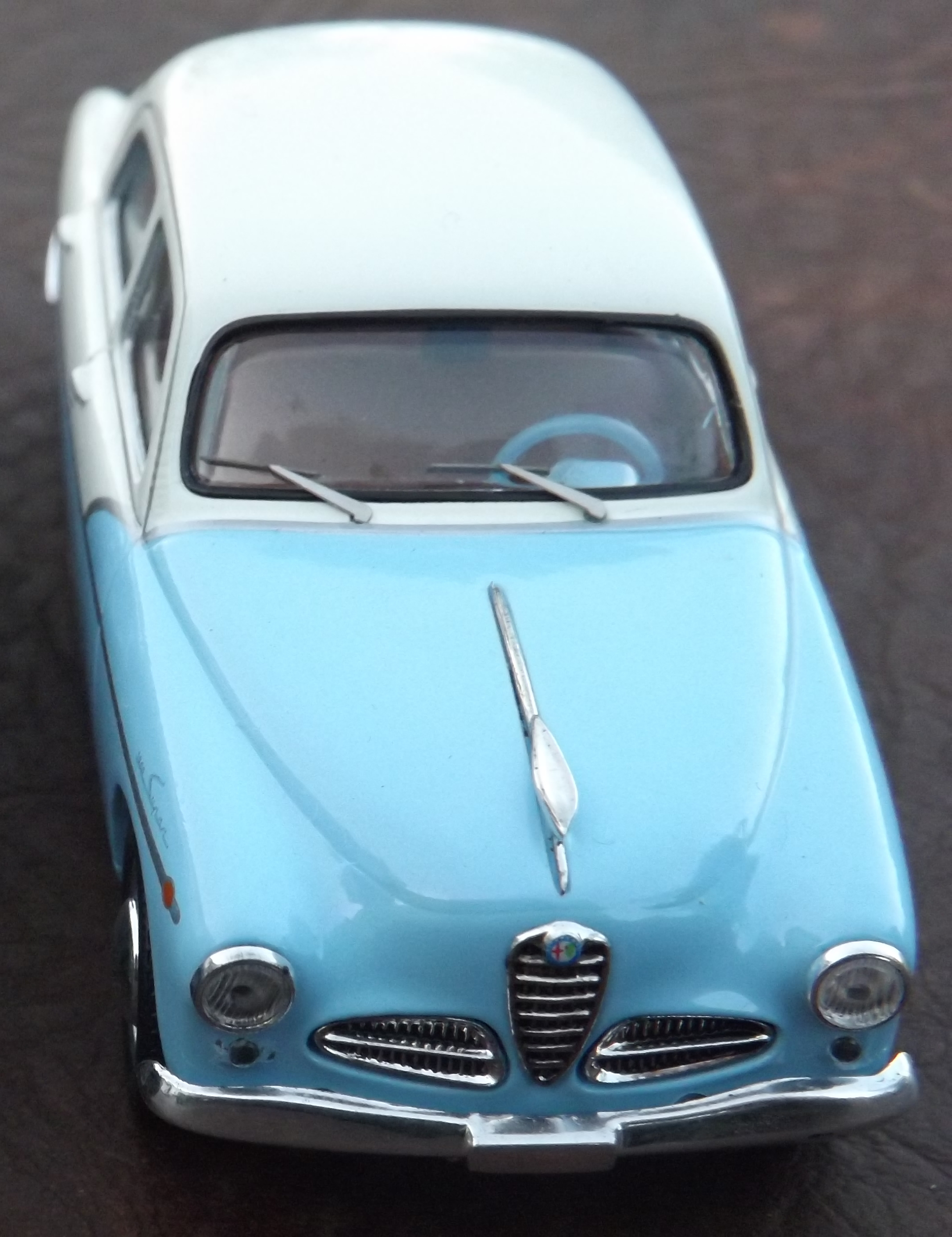
File:Alfa Romeo 1900 TI Super Berlina (1956)

M4 è un'azienda italiana operante nel settore del modellismo automobilistico in scala 1:43.

## Storia
Nel 1984 Marco Grassini, appassionato collezionista di automodelli in scala 1:43, crea la Box Model
Nel 1990 fonda, insieme alla famiglia, la M4, che prende il nome dalle iniziali dei fondatori: Marco, Mariella, Michele e Manuela.
La M4 raggruppa quattro marchi: come ART MODEL produce modellini degli anni 40/60, come BEST MODEL si dedica agli anni 60/80, come M4 realizza riproduzioni Alfa Romeo; in tempi recenti ha acquisito la RIO, marchio storico dedicato alle auto d'epoca
L'azienda si definisce "artigianale a conduzione familiare", e il risultato sono modelli molto curati nei particolari e nella verniciatura, con dettagli fotoincisi che la M4 ha usato per prima.